# Li Yang (boxeador)
Li Yang (en chino: 李洋; Xuzhou, 19 de febrero de 1982) es un deportista chino que compitió en boxeo.
Ganó una medalla de bronce en el Campeonato Mundial de Boxeo Aficionado de 2007, en el peso pluma. Participó en los Juegos Olímpicos de Pekín 2022, ocupando el quinto lugar en el mismo peso.

## Palmarés internacional
| Campeonato Mundial | Campeonato Mundial       | Campeonato Mundial | Campeonato Mundial |
| Año                | Lugar                    | Medalla            | Categoría          |
| ------------------ | ------------------------ | ------------------ | ------------------ |
| 2007               | Chicago (Estados Unidos) | Medalla de bronce  | 57 kg              |